# Gladys Casely-Hayford
Gladys Casely-Hayford también conocida como Aquah Laluah (Axim, 11 de mayo de 1904-Freetown, octubre de 1950), fue una escritora de Sierra Leona, iniciadora de la literatura en la lengua criolla krio.

## Biografía
Hija de la escritora Adelaide Casely-Hayford, primera novelista africana en lengua inglesa, se educó en Ghana y Gales. a su vuelta a África en Freetown se dedicó a impartir folclore africano y literatura en la escuela de niñas fundada por su madre.
Falleció sin ver sus obras publicadas. 
Tras medio siglo de anonimato sus obras se publicaron en la antología de Langston Hughes, An African Treasury.
Sus poemas hacen énfasis en el orgullo y la libertad de las mujeres y otros reflejan la vida.

## Obra
- Take'um so, 1948 (poesía en inglés y krio)